# Кайхосро
Кайхо́сро (1 січня 1674 — 27 жовтня 1711) — цар Картлі (1709-1711), син Левана (бл. 1660-1709) і племінник царя Георгія XI. Представник династії Багратіоні.

## Життєпис
Батько Кайхосро, Леван, був секретарем шаха Ірану Солтана Хусейна. 1707 року Кайхосро придушив бунт в Япаані.
Навесні 1709 року, після загибелі дядька Георгія XI, убитого повсталими афганцями в Кандагарі, принц Кайхосро був призначений перським шахом новим царем Картлі та головнокомандувачем іранської армії з передачею під протекторат земель Тебриза й Барда. У листопаді Кайхосро був відряджений до Афганістану для придушення повстання племені гільзаїв, змусивши тікати їхнього предводителя Мір Вайса. Проте у жовтні 1711 під час однієї з битв через зраду підлеглих був убитий.